# Rio Animas
O rio Animas é um rio localizado nos estados estadunidenses do Colorado e do Novo México, um afluente do rio San Juan. Em espanhol é chamado de "Rio de las Animas Perdidas" (português: "Rio das Almas Perdidas").